# Società Sportiva Juve Stabia
La Società Sportiva Juve Stabia è una società calcistica italiana con sede nella città di Castellammare di Stabia, nonché la società professionistica più antica della Campania. Milita in Serie B, la seconda massima divisione del campionato italiano di calcio.
Attualmente occupa l'84ª posizione nella classifica perpetua della Serie B e la 75ª nella graduatoria della tradizione sportiva dei club calcistici secondo i criteri della FIGC.

## Storia

### Dallo Stabia SC (1907-1930) alla FC Stabiese (1930-1933)
La storia calcistica di Castellammare di Stabia ebbe origine nel 1907, quando nacque lo Stabia Sporting Club società fondata dai fratelli Romano e Pauzano Weiss. Il club si affiliò alla FIGC Campania nel 1914 e iniziò l'attività ufficiale disputando dei campionati di Terza Categoria.
Fu ricostituito nel dopoguerra: infatti nel 1919 riprese le attività grazie all'avv. Vincenzo Bonifacio, e nel 1920 attraverso una fusione con lo Sport Club War (club stabiese fondato l'anno prima) ottenne l'accesso al campionato di Promozione 1919-1920.
In seguito, aderì al C.C.I. e partecipò al campionato di Prima Divisione 1921-1922, massimo livello dell'epoca. Nel 1924 retrocesse in Seconda Divisione per problemi economici, ma tornò al primo livello dopo appena un anno. Tuttavia, retrocesse nuovamente nel 1925-1926 e restò in Seconda Divisione fino al 1929. Nel frattempo, economicamente dissestata retrocesse ancora una volta, stavolta in modo volontario nel 1930, cambiando anche denominazione in Football Club Stabiese. Questa società infine fallì nel 1933.

### Il periodo dell'AC Stabia (1933-1953)
Il club, rifondato come A.C. Stabia, dovette ripartire da zero, come una neoaffiliata, pertanto iniziò la sua storia dalla Terza Divisione. Nel 1945 vinse il Campionato campano, dopo un avvincente testa a testa con la Salernitana. In quegli anni la compagine di Castellammare di Stabia aveva tra le proprie file il celebre calciatore Romeo Menti, a cui è dedicato lo stadio cittadino.
Il 17 giugno 1951 lo Stabia raggiunse la Serie B, operazione compiuta vincendo per 2-0 (doppietta di Cereseto) nello spareggio contro il Foggia sul campo neutro di Firenze. Tuttavia concluse la stagione 1951-1952 all'ultimo posto e di conseguenza retrocedette dalla cadetteria, incontrando, però, squadre blasonate come Genoa e Roma (quest'ultima vincitrice del campionato). Infine, a seguito di un'altra retrocessione, nella fine della Serie C 1952-1953, fallì per inadempienze finanziarie, non iscrivendosi dunque alla IV Serie 1953-1954.

### Dalla SS Juventus Stabia (1953-1996) all'AC Juve Stabia (1996-2001)

La Juve Stabia vincitrice del campionato di Serie D 1971-1972.

A seguito del fallimento dello Stabia, a Castellammare una società minore, la S.S. Juventus Stabia fondata già nel 1935 da Salvatore Russo ed affiliatasi alla federazione nel 1945, divenne così la prima squadra cittadina, e per tale occasione cambiò i colori della propria maglia: dalle strisce bianconere passò alle strisce gialloblù. Anche i colori del precedente Stabia erano il blu ed il giallo, e tali colori sono gli stessi del gonfalone comunale.
La Juventus Stabia, nel 1953 militò nella Promozione Campania (quinto livello del calcio italiano). Nel 1971 fu promossa in Serie C, ma retrocesse due anni dopo, ritornando in Serie D. Fino al 1993 oscillò tra Serie D e Serie C2, fino a quando non fu promossa nuovamente nel terzo livello, che nel frattanto era stato rinominato Serie C1.

La formazione stabiese che affrontò la finale dei play-off del 1993-1994.

 Nel 1994 sfiorò addirittura la Serie B, ma fu fermata in finale nel derby con la Salernitana.
Nel 1996 modificò la propria ragione sociale in A.C. Juve Stabia, e nel 1999 sfiorò di nuovo la promozione in cadetteria, non raggiunta a causa della sconfitta contro il Savoia. L'anno seguente invece retrocesse, prima di fallire definitivamente nel 2001.

### Dal Comprensorio Stabia (2002-2003) alla SS Juve Stabia (2003-oggi)
Nel 2001 la città di Castellammare di Stabia, privata di quella che era stata a lungo la squadra cittadina più rappresentativa, visse un vuoto calcistico della durata di una stagione (anche se in realtà in città era presente la Libertas Stabia, militante nelle categorie inferiori).
Nel 2002 fu affiliato un nuovo titolo sportivo in Terza Categoria che, fondendosi con quello del Comprensorio Nola originò il Comprensorio Stabia. Tale operazione consentì al neocostituito sodalizio di partire dalla Serie D. Nel 2003-2004 divenne Società Sportiva Juve Stabia, e fu promossa in Serie C2, vincendo inoltre la Coppa Italia Serie D. Fino al 2011 oscillò tra terzo e quarto livello nazionale, e in questo periodo partecipò ad un triangolare valido per la vittoria della Supercoppa di Lega Pro Seconda Divisione, che tuttavia non ottenne. Nel 2011 fu promossa in Serie B battendo in finale play off l'Atletico Roma.
Guidati dall'allenatore Piero Braglia, anche grazie alle 21 reti di Marco Sau nel campionato 2011-2012 gli stabiesi ottennero un importante traguardo: il 9º posto in cadetteria, il miglior risultato assoluto dal 1907. La squadra restò nella seconda serie nazionale per tre anni consecutivi: nell'ultima stagione in B, a seguito della sconfitta per 3-0 contro il Trapani, la squadra retrocesse matematicamente dalla serie cadetta.
Nella stagione 2014-2015, grazie ai 70 punti ottenuti, la Juve Stabia si classificò quarta e raggiunse i play-off per accedere alla serie cadetta. Fu, però, eliminata al primo turno dopo aver perso ai tiri di rigore per 5-4 contro il Bassano. Nella stagione successiva le vespe conclusero al 10º posto con 42 punti, riuscendo ad evitare i play-out verso le ultime giornate. Nella stagione 2016-2017 si classificarono al quarto posto in Lega Pro (venendo poi eliminati ai play-off dalla Reggiana), così come nel 2017-2018, nella nuova Serie C: dopo aver eliminato la Virtus Francavilla nel secondo turno dei play-off, uscirono di scena agli ottavi, nuovamente contro la Reggiana, dopo due pareggi (0-0 in casa e 1-1 in trasferta), penalizzati dal peggior piazzamento in classifica nella stagione regolare nel proprio girone. La stagione di Serie C 2018-2019 vide la squadra disputare un ottimo campionato: battendo la Vibonese per 2-1 tra le mura amiche la squadra ottenne con due giornate d'anticipo la promozione in Serie B, dopo aver condotto la classifica dall'inizio del torneo.
La stagione successiva nella serie cadetta la squadra campana disputa un buon torneo fino alla sosta forzata per la pandemia, ma alla ripresa del campionato con soli 5 punti conquistati nelle restanti 10 partite precipita fino al penultimo posto e ritorna nella categoria inferiore.
Dopo tre stagioni in terza serie e aver disputato per due anni i play-off promozione, nell'annata 2023-2024 le Vespe vincono il girone C, conquistando una nuova promozione in Serie B con tre giornate d'anticipo. Il campionato si conclude col record di punti nella storia del club (79) e con l'imbattibilità casalinga.
In Serie B la Juve Stabia disputa il miglior campionato della sua storia ultracentenaria. Mai davvero risucchiata nella lotta salvezza, anzi abita stabilmente le zone alte della classifica regalando ai tifosi partite che restano nella storia. Dalle due vittorie col Bari, alla vittoria al "Ferraris" contro la Sampdoria , alle due vittorie nel derby contro la Salernitana. La regular season vede le Vespe conquistare il quinto posto in classifica e la qualificazione ai Play-off promozione per la Serie A. L'avversario del turno preliminare è il Palermo che cade 1-0 grazie al gol di Adorante. La semifinale d'andata si gioca in un "Menti" stracolmo che trascina la Juve Stabia alla storica vittoria contro la Cremonese per 2-1, risultato poi ribaltato al ritorno. 

## Cronistoria

### Evoluzione
| 1907-1930   | 1930-1933     | 1933-1935            | 1935-1953   | 1953-1996            | 1996-2001        | 2001-2002        | 2002-2003                | 2003-oggi        |
| ----------- | ------------- | -------------------- | ----------- | -------------------- | ---------------- | ---------------- | ------------------------ | ---------------- |
| Stabia S.C. | F.C. Stabiese | A.C. Stabia          | A.C. Stabia | S.S. Juventus Stabia | A.C. Juve Stabia | nessuna attività | A.C. Comprensorio Stabia | S.S. Juve Stabia |
| Stabia S.C. | F.C. Stabiese | S.S. Juventus Stabia |             | S.S. Juventus Stabia | A.C. Juve Stabia | nessuna attività | A.C. Comprensorio Stabia | S.S. Juve Stabia |

## Colori e simboli

### Colori
Fin dalla sua fondazione sono sempre stati adottati i colori giallo e blu in tonalità scura; inizialmente la maglia era a strisce verticali, ma poi divenne a tinta unita blu scuro con pantaloncini gialli. Soltanto nel 1953, anno in cui la Juve Stabia divenne il principale club calcistico di Castellammare di Stabia, ritornò la maglia a strisce verticali giallo e blu con pantaloncini bianchi oppure sempre in blu scuro. Per quanto riguarda la maglia da trasferta, è sempre stata di colore bianco, così come i pantaloncini.
I primi sponsor ufficiali, stampati sulle maglie della formazione stabiese, si ebbero soltanto ad inizio anni novanta, quando ad essere il presidente della Juve Stabia fu l'indimenticato Roberto Fiore.
Nell'estate del 2012, con opportuni lavori di restyling, gli spalti dello stadio Romeo Menti sono stati dipinti con i colori della società calcistica.
| Stabia S.C. 1907-1933 | A.C. Stabia 1951-1952 | Juve Stabia 2007-2008 | Juve Stabia 2011-2012 | Juve Stabia 2013-2014 |  |

### Simboli ufficiali

#### Stemma
Lo stemma dell'A.C. Stabia, nata nel 1933, era costituito da un ovale con una vespa sulla sinistra e un pallone da calcio sulla destra, contornato dalle iniziali della denominazione sociale stabiese ("A.C.", Associazione Calcio Stabia), il tutto su sfondo celeste. Fu lo stemma della società stabiese per vent'anni.
Successivamente la Juve Stabia assunse uno stemma di forma trapezoidale con al centro una vespa in possesso di uno scettro, in alto a sinistra le iniziali S.S. e in basso il nome Juve Stabia su sfondo giallo e con corona esterna di colore blu con la scritta Castellammare di Stabia posta in alto.
Nel 2020 il logo ha subito un lieve restyling: sono state modificate le proporzioni dello stemma e resi leggermente più scuri i colori.
Nel 2021 nel logo è stato inserito l’anno “1907” della fondazione del sodalizio gialloblù. Successivamente sono state effettuate piccole modifiche riguardanti la gradazione dei colori e la forma dello stemma: lo stemma è diventato leggermente più corto, mentre i colori sono stati resi ancora più scuri e saturi.

## Strutture

### Stadio
La Juve Stabia disputa le sue partite interne allo stadio Romeo Menti, situato a Castellammare di Stabia nel quartiere San Marco.
Fu inaugurato nel 1985 con la partita amichevole Juve Stabia - Avellino, finita con il risultato di 3-1 per gli stabiesi. L'impianto possiede una capienza complessiva di 13.000 posti a sedere. Nel 2019 l'impianto è stato interessato da alcuni lavori nel rispetto delle norme imposte dalla Lega Serie B, tra cui anche l'installazione dei seggiolini in tutti i settori dell'impianto. Nel 2024 l'impianto ha subito alcune modifiche imposte dai regolamenti della Lega Serie B, tra cui il potenziamento delle torri faro, l'arretramento delle recinzioni e l'installazione del monitor per i consulti VAR.

## Società

### Organigramma societario
La S.S. Juve Stabia 1907 S.r.l. è una società controllata dal presidente Andrea Langella e da Brera Holding, il cui referente è Daniel Joseph McClory, la quale detiene il 52% delle quote.
Organigramma societario della Juve Stabia:
- Andrea Langella - Presidente
- Vincenzo D'Elia - Vice-presidente
- Filippo Polcino - Amministratore unico
- Oreste La Stella - Direttore operativo
- Matteo Lovisa - Direttore area tecnica
- Sebastiano Vaia - Club manager
- Vincenzo Busiello - Strategic advisor
- Alfonso Manzo - Segretario generale
- Felice Biasco - Responsabile ufficio marketing
- Mario di Capua - Responsabile ufficio stampa
- Giuseppe Di Maio - Team manager
- Giovanni Savastano - Accoglienza squadre ospiti e supporter, liaison officer (SLO)
- Pasquale Sergio - Addetto agli arbitri
- Pasquale Caiazzo - Delegato alla sicurezza dello stadio
- Saby Mainolfi - Responsabile settore giovanile
- Roberto Amodio - Direttore settore giovanile
- Vincenzo Esposito - Segretario settore giovanile

### Sponsor
| Cronologia degli sponsor tecnici - 1907-1994 non presente - 1994-2000 TOP 87 - 2000-2019 Fly Line - 2019-oggi Givova | Cronologia degli sponsor ufficiali - 1907-1992 non presente - 1992-1993 Fiore FINTE PELLI - 1993-1997 Pastificio Di Martino - 1997-2001 Città delle acque - 2002-2004 Expert Somma - Incisud - 2004-2006 AM Automec - 2007-2008 Metropolis TV - 2008-2009 Isef - AM Automec - 2009-2010 Marina di Stabia - 2010-2011 Italypoker - Marigo Pharma - 2011-2012 Bonavita - GEF Consulting - 2012-2013 Paddy Power - Marigo Pharma - 2013-2014 Marigo Pharma - Abarth Tales - 2014-2015 Marigo Pharma - 2015-2016 Marigo Pharma - Mediolanum - Banca Stabiese (braccio) - 2016-2019 Marigo Pharma - 2016-2019 Siroil s.p.a. - Autoshopping - 2019-2020 Spada Roma - Autoshopping - 2020-2021 Delizia - Lublan - 2021-2022 Delizia - 2022-2023 Plinio - Gerli - 2023-2024 Plinio - Starcasinò Sport - La Minopoli (Retro Expert Somma - DS Glass) - 2024-2025 Frimm S.p.a - Decò - Oscar Petroli (Retro DS Glass) - 2025-2026 Frimm S.p.a - Guerri |

### Settore giovanile
Il settore giovanile della Juve Stabia è composto da una formazione Primavera da una formazione Under 17 Nazionale e da una Under 16 e 15 Nazionale- In più tre categorie Under 16, Under 15 e Under 14 regionali e diverse categorie che fanno parte dell'Attività di Base. Questo l'organigramma:
- Responsabile settore giovanile Saby Mainolfi
- Direttore Primavera Roberto Amodio
- Segretario Vincenzo Esposito
- Responsabile organizzativo: Lucio Provvisiero
- Referente scuole calcio affiliate: Alfonso Todisco
- Referente attività di base: Francesco Granatello
- Dirigenti: Alfonso Todisco, Vincenzo Buonomo, Mario Zullo, Giovanni Di Nardo, Francesco Granatello, Salvatore Avallone, Lucio Provvisiero, Aldo Caiazza
- Tecnici Nicola Liguori (Primavera), Michele Sacco (Under 17), Giorgio Lucenti (Under 16), Vincenzo Franzese (Under 15)
- Medico sociale: -
- Coordinatore e responsabile area fisioterapica: Valerio Esposito

## Allenatori e presidenti
Di seguito la cronologia degli allenatori e dei presidenti.
- 1907-1937 ...
- 1937-1938  Ferenc Ecker
- 1938-1939  Roberto Di Martino
- 1939-1940  Antonio Vojak
- 1940-1941  Vasco Lenzi[21]
- 1941-1942  Virgilio Felice Levratto[22]
- 1942-1943  Vasco Lenzi
- 1943-1944 inattività dovuta a cause belliche.
- 1944-1945 ...
- 1945  Vasco Lenzi
- 1945-1948 ...
- 1948-1949  Antonio Vojak
- 1949-1950 ...
- 1950-1951  Arnaldo Sentimenti
- 1951-1952  Arnaldo Sentimenti
 Árpád Hajós
- 1952-1953  Renato Tofani
- 1953-1956 ...
- 1956-1957  Enzo Bellini
- 1957-1969 ...
- 1969-1971  Antonio Giglio Cobuzio
- 1971-1972  Pietro Santin
 Primo Ravaglia
- 1972-1973  Gianni Di Marzio
- 1973-1974  Sergio Pini
 Nicola Chiricallo
- 1974-1975  Angelo Carrano
- 1975-1976  Silvano Scarnicci
- 1976-1977  Salvatore Rea
- 1977-1978  Carmine Tascone
 Luigi Bodi
 Carmine Tascone
- 1978-1979  Nicola D'Alessio Monte
- 1979-1980  Antonio Giglio Cobuzio
 Tommaso Genovese
 Pierluigi Busatta
- 1980-1981  Ulderico Sacchella
 Giulio Lopez
- 1981-1982  Paolo Anastasio
 Gianfranco Lusuardi
- 1982-1983  Francesco Mazzetti
- 1983-1984  Francesco Mazzetti
 Calogero Schettino
 Lido Vieri
- 1984-1985  Lido Vieri
- 1985-1986  Lido Vieri
 Giacomo Losi
 Lido Vieri
- 1986-1987  Angelo Carrano
 Vincenzo Montefusco
 Angelo Carrano
- 1987-1988  Angelo Carrano
- 1988-1989  Lido Vieri
 Renzo Aldi
 Adolfo Cerillo
- 1989-1990  Mario Sommella
- 1990-1991  Cané
 Pasquale Santosuosso
- 1991-1992  Giovanni Improta
 Luís Vinício
- 1992-1993  Piero Cucchi
- 1993-1994  Piero Cucchi
 Roberto Chiancone
- 1994-1995  Roberto Chiancone
 Mario Zurlini
 Giancarlo Ansaloni
 Stefano Agresti
- 1995-1996  Francesco Paolo Specchia
 Viviano Guida
- 1996-1997  Viviano Guida
 Rosario Rivellino
- 1997-1998  Enzo Ferrari
 Pasquale Casale
- 1998-1999  Roberto Chiancone
 Giuliano Zoratti
- 1999-2000  Salvatore Di Somma
 Fausto Silipo
- 2000-2001  Piero Cucchi
- 2002-2004  Giuseppe Raffaele
- 2004-2005  Nello Di Costanzo
- 2005-2006  Salvatore Vullo
 Giuseppe Raffaele
 Salvatore Di Somma
- 2006-2007  Ezio Capuano
- 2007-2008  Pino Rigoli (1ª-14ª)
 Ezio Capuano (15ª-32ª)
 Maurizio Costantini (33ª-34ª e play-out)
- 2008-2009  Maurizio Costantini (1ª-5ª)
 Massimo Morgia (6ª-14ª)
 Dario Bonetti (15ª-24ª)
 Maurizio Costantini (25ª-34ª e play-out)
- 2009-2010  Massimo Rastelli
- 2010-2013  Piero Braglia
- 2013-2014  Piero Braglia (1ª-15ª)
 Fulvio Pea (16ª-26ª)
 Piero Braglia (27ª-42ª)
- 2014-2015  Giuseppe Pancaro (1ª-28ª)
 Marco Savini (29ª-38ª e play-off)
- 2015-2016  Salvatore Ciullo (1ª-6ª)
 Nunzio Zavettieri (7ª-34ª)
- 2016-2017  Gaetano Fontana (1ª-29ª)
 Guido Carboni (30ª-38ª e play-off)
- 2017-2019  Ciro Ferrara e  Fabio Caserta
- 2019-2020  Fabio Caserta
- 2020-2021  Pasquale Padalino
- 2021-2022  Walter Novellino (1ª-9ª)
 Eduardo Imbimbo (10ª)
 Stefano Sottili (11ª-29ª)
 Walter Novellino (30ª-38ª)
- 2022-2023  Leonardo Colucci (1ª-23ª)
 Giorgio Lucenti (24ª)
 Sandro Pochesci (25ª-33ª)
 Walter Novellino (34ª-38ª e play-off)
- 2023-2025  Guido Pagliuca
- 2025-oggi  Ignazio Abate

- 192?  Vincenzo Bonifacio
- 193?-1938  Antonio Coppola
- 1938-1940  Federico Apuzzo
- 1940-1941  Giuseppe Monti
- 1941-1943  Vincenzo Luciani
- 1943-1944 inattività dovuta a cause belliche.
- 1945  Mario Benedetti
- 1945-1948 ...
- 1948-1950  Ugo Sbrana
- 1950-1951  Giuseppe Donnarumma
- 1951-1952  Michele Rossano
- 1952-1953  Mario Fiume
- 1953-1962  Lucio Somma
- 1962-1965  Antonio Elefante
 Giovanni Bonifacio
 Antonio Ungaro
- 1965-1969  Gaetano Cascone
- 1969-1971  Renato Montillo
- 1971-1982  Giuseppe Abbagnale
 Sabato Abbagnale
- 1982-1988  Vincenzo Zurolo
- 1988-1990  Renato Raffone
- 1990-2001  Roberto Fiore
- 2001-2002  Massimiliano Pane
- 2002-2006  Paolo D'Arco
- 2006-2007  Michele Cesarano
- 2007-2008  Marcello Feola
- 2008-2012  Marcello Feola 
 Francesco Manniello
- 2013-2015  Francesco Manniello
- 2015-2016  Giovanni Improta
 Giuseppe Mari
 Francesco Manniello
- 2016-2018  Francesco Manniello
- 2018-2019  Felice Ciccone
- 2019-oggi  Andrea Langella

## Calciatori

### La Juve Stabia e le Nazionali di calcio
Di seguito è riportata la lista dei calciatori della Juve Stabia, che durante il loro periodo di militanza nel club, sono stati convocati in nazionale.
- Simone Colombi (U-21)
- Vittorio Parigini (U-19)
- Riccardo Fissore (U-21)
- Francesco Zampano (U-21)
- Niccolò Fortini (U-19)[24]

## Palmarès

La squadra stabiese promossa in Serie C2 al termine del campionato 1978-1979

### Competizioni nazionali
- Coppa Italia Serie C: 1

2010-2011
- Coppa Italia Serie D: 1

2003-2004

### Competizioni interregionali
- Serie C:

2018-2019 (girone C), 2023-2024 (girone C)
- Serie C2: 1

1992-1993 (girone C)
- Lega Pro Seconda Divisione: 1

2009-2010 (girone C)
- Serie D: 3

1971-1972 (girone G), 1978-1979 (girone F), 2003-2004 (girone G)
- Campionato Interregionale: 2

1984-1985 (girone L), 1990-1991 (girone L)

### Competizioni giovanili
- Campionato nazionale Dante Berretti: 1

1980-1981

### Altri piazzamenti
- Serie C1:

Terzo posto: 1998-1999 (girone B)
- Lega Pro Prima Divisione:

Vittoria play-off: 2010-2011
- Serie C2:

Secondo posto: 2004-2005 (girone C)
- Serie D:

Secondo posto: 1974-1975 (girone G), 1976-1977 (girone H)
Terzo posto: 1975-1976 (girone G)
- Campionato Interregionale:

Terzo posto: 1982-1983 (girone I)
- Supercoppa di Serie C:

Terzo posto: 2019
- Supercoppa di Lega di Seconda Divisione:

Secondo posto: 2010

## Statistiche e record

### Partecipazione ai campionati
| Livello | Categoria                           | Partecipazioni | Debutto   | Ultima stagione | Totale |
| ------- | ----------------------------------- | -------------- | --------- | --------------- | ------ |
| 2º      | Serie B                             | 7              | 1951-1952 | 2025-2026       | 7      |
| 3º      | Lega Pro Prima Divisione            | 2              | 2008-2009 | 2010-2011       | 40     |
| 3º      | Serie C1                            | 12             | 1993-1994 | 2007-2008       | 40     |
| 3º      | Serie C                             | 18             | 1937-1938 | 2023-2024       | 40     |
| 3º      | Prima Divisione                     | 3              | 1929-1930 | 1932-1933       | 40     |
| 3º      | Seconda Divisione                   | 2              | 1926-1927 | 1927-1928       | 40     |
| 3º      | Lega Pro                            | 3              | 2014-2015 | 2016-2017       | 40     |
| 4º      | Lega Pro Seconda Divisione          | 1              | 2009-2010 | 2009-2010       | 30     |
| 4º      | Serie C2                            | 10             | 1979-1980 | 2004-2005       | 30     |
| 4º      | Serie D                             | 17             | 1959-1960 | 1977-1978       | 30     |
| 4º      | IV Serie                            | 2              | 1955-1956 | 1956-1957       | 30     |
| 5º      | Campionato Interregionale - 2ª Cat. | 1              | 1957-1958 | 1957-1958       | 10     |
| 5º      | Campionato Interregionale           | 6              | 1981-1982 | 1990-1991       | 10     |
| 5º      | Serie D                             | 3              | 1978-1979 | 2003-2004       | 10     |

In 82 stagioni sportive dall'esordio a livello nazionale nella Seconda Divisione Sud (C), compresi 4 tornei del Direttorio Meridionale (C) e 11 tornei di Serie C2. Sono escluse la stagione 1930-1931, le annate dal 1933 al 1937, dal 1943 al 1945, e dal 1953 al 1955, e le stagioni 1958-1959 e 2001-2002, nelle quali la Juve Stabia ha partecipato ai tornei del Comitato Regionale Campano o fu inattiva per scioglimento.
La Juve Stabia occupa il quindicesimo posto della classifica all-time della Serie C con 1076 punti. La graduatoria prende in considerazione tutti i campionati di Serie C dalla loro fondazione nel 1958 ad opera di Artemio Franchi.

### Statistiche di squadra
La Juve Stabia non ha mai disputato un campionato di massima serie, tuttavia ha esordito in Serie B il 9 settembre 1951 con la denominazione di A.C. Stabia. Nel corso della sua storia ha preso il via a 6 campionati di Serie B. Mentre per i campionati professionistici inferiori, le partecipazioni della Juve Stabia si suddividono in 12 campionati di Serie C1/Prima Divisione, 11 di Serie C2/Seconda Divisione, e 21 della vecchia Serie C. Tra i dilettanti le partecipazioni sono 29, e l'esordio risale al 1955, dopo il fallimento dell'AC Stabia.
| Serie B - Maggior numero di vittorie: 16 (2011-2012) - Minor numero di vittorie: 2 (2013-2014) - Maggior numero di pareggi: 14 (2012-2013) - Minor numero di pareggi: 8 (2019-2020) - Maggior numero di sconfitte: 27 (2013-2014) - Minor numero di sconfitte: 11 (2024-2025) - Maggior numero di punti: 57 (2011-2012) - Minor numero di punti: 18 (1951-1952) - Migliore posizione in classifica: 5º posto (2024-2025) - Peggiore posizione in classifica: 22º posto (2013-2014) | Serie C - Lega Pro - Maggior numero di vittorie: 23 (1950-1951) - Minor numero di vittorie: 5 (1995-1996) - Maggior numero di pareggi: 20 (1997-1998) - Minor numero di pareggi: 0 (1942-1943) - Maggior numero di sconfitte: 17 (1952-1953) - Minor numero di sconfitte: 2 (2018-2019) - Maggior numero di punti: 79 (2023-2024) - Minor numero di punti: 15 (1940-1941) - Migliore posizione in classifica: 1º posto (1947-1948) - (1950-1951) - (2018-2019) - (2023-2024) - Peggiore posizione in classifica: 19º posto (1973-1974) |

### Statistiche individuali

Roberto Amodio, recordman fino al 2019 di presenze accertate con la squadra

Nella centenaria storia del sodalizio stabiese, il giocatore che detiene il record di presenze totali nei campionati è Gianfranco Lusuardi con 200 partite giocate. Adriano Mezavilla detiene il record di presenze in Serie B (100) davanti a Stefano Dicuonzo (73) e Fabio Caserta (70).
Per quanto riguarda i giocatori che hanno indossato la fascia di capitano, al momento è difficile elencare una statistica ben precisa. Comunque il capitano attuale è Alberto Gerbo il quale indossa la maglia numero 25.
Tuttavia non vanno dimenticati i vari personaggi che hanno indossato la fascia durante le annate sportive. Gianfranco Lusuardi fu capitano delle vespe per sette stagioni negli anni settanta, che poi passò lui stesso la fascia da capitano ad Angelo Carrano, il quale fu capitano delle vespe negli anni ottanta. Negli anni novanta ci furono i vari Gaetano Musella e lo stesso Roberto Amodio. Il difensore Carmine Di Napoli, è stato capitano all'inizio del nuovo sodalizio di Paolo D'Arco negli anni duemila. Inoltre, non va dimenticato il calciatore belga Donovan Maury, che ha indossato la fascia di capitano nelle ultime battaglie della storia recente delle vespe, negli anni dal 2008 al 2012.
Il massimo cannoniere in campionato nella storia della Juve Stabia è Giovanni Fumarola con 63 gol. Marco Sau detiene il record di segnature in Serie B, forte delle 21 reti messe a segno nella stagione 2011-2012, e precede Francesco Forte, a quota 17, Andrea Adorante a 15 (+2 nei play-off), mentre Tomas Danilevičius e Fabio Caserta sono a quota 12. Sau è anche il calciatore che ha messa a segno più gol in un singolo campionato (21) e precede Marcello Prima che nel 1985-1986 grazie a 20 reti fu capocannoniere, unico calciatore stabiese ad essersi fregiato di questo titolo. Il difensore più prolifico è Marco Bellich con 10 marcature siglate, di cui 2 in Serie B.
In grassetto i calciatori attualmente in rosa.
Aggiornato al 20 Luglio 2025
| Record di presenze - 200 Gianfranco Lusuardi - 170 Adriano Mezavilla - 168 Roberto Amodio - 141 Vincenzo Feola - 133 Alessandro Mastalli - 132 Gennaro Pizzo - 129 Fabio Fabbri - 123 Mariano De Francesco - 121 Andrea Veronici - 120 Roberto Chiancone | Record di reti - 63 Giovanni Fumarola - 37 Luigi Castaldo - 35 Marcello Prima - 32 Gaspare Parvis - 30 Carlo Ceccotti - 30 Andrea Adorante - 29 Daniele Paponi - 28 Tiziano Frieri - 27 Salvatore Sibilli 27+ Andrea Scala 27 Francesco Ripa |

## Tifoseria

### Storia
Il primo gruppo con mentalità ultras a nascere nel panorama del tifo stabiese furono gli "Ultras", la cui origine si deve a cavallo fra gli anni sessanta e settanta, seguiti dai "South Boys", dalle "Brigate" e dai "Vecchi Fedayn", che ben presto cambieranno denominazione semplicemente in "Fedayn", e successivamente si scioglieranno, i "Boys", "Teddy Swarm", i "Lunatici", il "Nucleo", e gli "Skonvolts Heads".

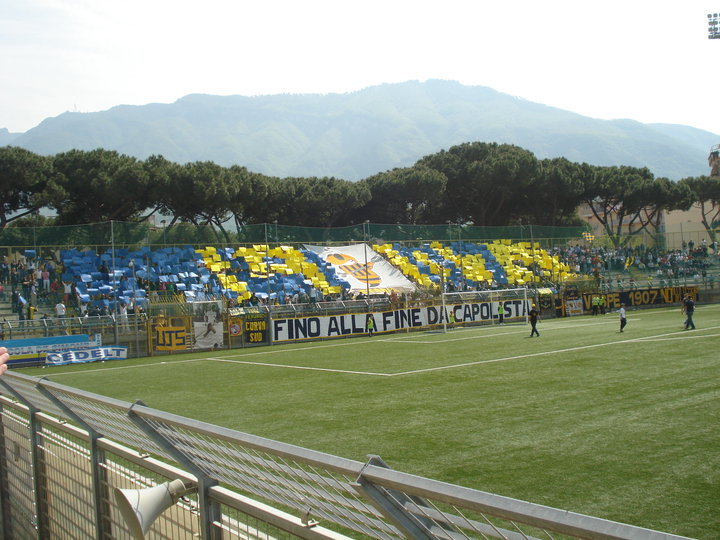
Coreografia degli ultras stabiesi nella curva sud del Menti.

All'inizio degli anni ottanta, causa un brutto periodo per la formazione stabiese culminato con la retrocessione nel Campionato Interregionale al termine della stagione 1980-1981, i gruppi organizzati e la maggior parte del tifo cominciarono a seguire le vicende sportive della squadra di pallacanestro femminile, ai tempi partecipante al massimo campionato nazionale. Al termine della stagione il titolo sportivo della Juve Stabia fu ceduto e, nonostante gli stabiesi dovettero disputare un intero campionato giocando a Scafati, i gruppi organizzati tornarono al seguito della squadra.
Nel 1984, in concomitanza con la costruzione dello stadio Romeo Menti, nascono gli "Swarm Supporters", destinati a prendere le redini della curva stabiese. Il gruppo, negli anni del proprio apice, raggiungerà quota duecento militanti con sezioni sparse per l'Italia, tra le quali si ricordano Cassino, Petraro e Varano. Tendenzialmente di sinistra, il gruppo espone allo stadio bandiere sovietiche e raffiguranti l'effigie di Che Guevara, distribuendo anche due fanzine.
Dopo il 1987, con il miglioramento delle vicende sportive della squadra, nascono numerosi altri gruppi, tra i quali si ricordano i "Bronx Faito", il quale nome deriva dal quartiere di provenienza, la "Brigata Ciceron Street", rappresentante il quartiere Cicerone e di chiara ispirazione ai Vecchi Lions del Napoli. Nel 1992 riprendono forma i disciolti Fedayn, con una mentalità apertamente di sinistra.
Nel 1994, dall'unione dei precedenti gruppi dei Lunatici e dei Boys, prendono vita le "Vespe Matte"; l'anno successivo invece, nascono i "Ghost", la "Borgata Pozzano", la "Brigata Santa Caterina" e gli "Original Fans", mentre si sciolgono gli "Skonvolts Heads". Tutti i gruppi decidono di identificarsi dietro lo striscione "Ultras Stabiae", dovendo far capo anche ad incomprensioni interne fra fazioni.
Nel 1996 nascono gli "Hamas", che successivamente adotteranno il nome “HCJS” (acronimo di "Hamas Castellammare Juve Stabia").
Nel 1997 nascono gli "Hell Side" e i "Tupac Amaru".
Durante la presentazione della società stabiese per la stagione calcistica 2011-2012, i due patron annunciano il ritiro della maglia numero 12 in onore della tifoseria della Curva Sud. Gesto che viene ripetuto ogni anno nonostante siano state modificate le regole riguardanti le numerazioni di maglia.
Fra gli esodi da ricordare, particolare rilievo ha la trasferta a Napoli in occasione della finale dei play-off del 1993-1994, valida per la promozione in serie cadetta. Per l'occasione il San Paolo fu gremito da oltre ventimila stabiesi.
Nel 2011 nasce il gruppo "Curva Sud UJS 2011", che rimane il principale raggruppamento ultras fino allo scioglimento avvenuto il 21 febbraio 2025. Attualmente in Curva Sud sono presenti i gruppi "UCA" ("Ultras Centro Antico"), ricompostosi nel 2024, e "Ultras Stabia Figli della Sud".

### Gemellaggi e rivalità
Gemellaggi e Amicizie
- Napoli[33][34]
- Akragas[35]
- Messina
- Zwickau
- Giulianova
- Paris Saint-Germain
- Mantova però solo in un occasione
- Cesena
- Perugia

Rispetto reciproco
- Cavese[36]
- Monaco 1860
- Taranto[33]
- Ischia Isolaverde
- Matera
- Noto

Ex gemellaggi e amicizie passate
- Siracusa: con la tifoseria del Siracusa le vespe intrattenevano un solido gemellaggio, nato nel 1979 ma ufficializzato soltanto nel 1984. Esso ha unito le due realtà in SiraStabia nel ricordo di Nicola De Simone, tanto da renderlo uno dei più antichi e più forti in ambito nazionale. Nel 2024, anno dei quarant’anni del gemellaggio, la Curva Anna Siracusa rilascia un comunicato in cui sancisce la rottura definitiva di ogni tipo di rapporto con la Curva Sud di Castellammare di Stabia, per via di vicissitudini interne scaturite a seguito di un agguato subito dagli aretusei da parte di una frangia di ultras napoletani, legati agli stabiesi da un sentito gemellaggio.[37][38]
- Savoia: Un gemellaggio ventennale che si ruppe a causa di un irrispettoso comportamento dei savoiardi con il Siracusa, a quei tempi gemellata con le vespe.
- Vigor Lamezia[39]
- Paolana[40]
- Molfetta[41]
- Soccer Trani[41]
- Ercolanese[41]
- Sora, però rimangono ottimi rapporti
- Catanzaro

Rivalità
- Latina: la rivalità, presente da tempo, si era affievolita negli anni, ma si è riacutizzata dopo lo scioglimento del gemellaggio tra Latina e Siracusa, quest'ultima ex gemellata con gli stabiesi.[42]
- Casertana: tra le tifoserie intercorreva una forte amicizia trentennale, poi rotta a causa di accesi screzi.[43]
- Nola: le tifoserie erano gemellate, ma in seguito ad alcune aggressioni subite dai nolani da parte degli stabiesi, il gemellaggio si sciolse.[44]
- Nocerina: quello con i nocerini è un derby che caratterizza i gialloblu da sempre, e che è molto sentito da ambedue le tifoserie.[45] I rapporti tra vespe e molossi (soprannome che, per giunta, è stato affibbiato ai calciatori nocerini proprio da dei giornalisti stabiesi il 21 gennaio 1929 quando i rossoneri sconfissero per 2 a 1 i gialloblu)[46] sono sempre stati tesi nonostante una breve amicizia targata anni settanta tra i gruppi Mastiffs Supporters Nocera e gli Swarm Supporters.[47]
- Salernitana: rivalità di campanile, sorta soprattutto dopo la rottura di una vecchia amicizia, datata anni ottanta, tra Ultrà Salerno e Swarm Supporters. In seguito alla rottura dell'amicizia i rapporti tra le due tifoserie si sono trasformati da buoni a pessimi raggiungendo il loro apice nella finale play-off 1993-1994 che sancì la promozione dei granata in Serie B.[47]
- Potenza: La rivalità nasce a causa dell'amicizia delle vespe con il Matera.

- Foggia
- Verona
- Avellino
- Bari
- Torino
- Benevento
- Catania
- Crotone
- Paganese
- Reggina
- Trapani
- Sambenedettese

- Turris
- Acireale
- Audace Cerignola
- Leonzio
- Monopoli
- Brescia
- Frosinone
- Pescara
- Reggiana
- Spezia
- Ternana
- Palermo
- Sorrento

## Organico

### Rosa 2025-2026
Rosa aggiornata al 13 agosto 2025.
| N. |                    | Ruolo | Calciatore           |
| -- | ------------------ | ----- | -------------------- |
| 1  | Italia (bandiera)  | P     | Alessandro Confente  |
| 4  | Italia (bandiera)  | D     | Marco Ruggero        |
| 5  | Italia (bandiera)  | C     | Thomas Battistella   |
| 6  | Italia (bandiera)  | D     | Marco Bellich        |
| 7  | Romania (bandiera) | A     | Rareș Burnete        |
| 8  | Italia (bandiera)  | C     | Davide Buglio        |
| 10 | Italia (bandiera)  | C     | Christian Pierobon   |
| 11 | Italia (bandiera)  | A     | Kevin Piscopo        |
| 13 | Italia (bandiera)  | D     | Marco Varnier        |
| 15 | Italia (bandiera)  | D     | Matteo Baldi         |
| 16 | Italia (bandiera)  | P     | Alessandro Signorini |
| 19 | Italia (bandiera)  | D     | Giacomo Stabile      |

| N. |                   | Ruolo | Calciatore          |
| -- | ----------------- | ----- | ------------------- |
| 21 | Italia (bandiera) | A     | Giacomo De Pieri    |
| 23 | Italia (bandiera) | P     | Pietro Boer         |
| 24 | Italia (bandiera) | D     | Lorenzo Carissoni   |
| 26 | Italia (bandiera) | D     | Francesco D'Amore   |
| 27 | Italia (bandiera) | A     | Leonardo Candellone |
| 37 | Italia (bandiera) | C     | Fabio Maistro       |
| 55 | Italia (bandiera) | C     | Giuseppe Leone      |
| 76 | Italia (bandiera) | D     | Mattia Mannini      |
| 80 | Italia (bandiera) | C     | Alessandro Louati   |
| 98 | Italia (bandiera) | C     | Nicola Mosti        |
| 19 | Italia (bandiera) | A     | Alessio Cacciamani  |

### Staff tecnico
Lo staff tecnico della Juve Stabia.
- Matteo Lovisa - Direttore tecnico
- Ignazio Abate - Allenatore
- Cesare Beggi - Allenatore in seconda
- Raffaele La Penna - Preparatore atletico
- Amedeo Petrazzuolo - Preparatore dei portieri
- Alessandro Micheli - Preparatore atletico
- Davide Farina - Collaboratore tecnico
- Dario Cucinotta - Match Analyst
- Giuseppe Aucello - Responsabile sanitario
- Giovanni Porpora - Medico sociale
- Ciro Nastro - Fisioterapista
- Gaetano Nastro - Fisioterapista
- Mario Aurino - Staff sanitario
- Vincenzo Guida - Magazziniere
- Sebastiano Di Ruocco - Aiuto Magazziniere